# 色麻大滝
色麻大滝（しかまおおたき）は、宮城県加美郡色麻町にある滝。

## 概要
船形山麓の岳山林道沿いにある落差41mの瀑布で、普段は2段に分かれているが、春の雪解け時には、一直線に落下する。滝の間近まで遊歩道が整備されている。

## 交通
- 東北新幹線古川駅から車で90分